# Pomatocalpa truncatum
Pomatocalpa truncatum är en orkidéart som först beskrevs av Johannes Jacobus Smith, och fick sitt nu gällande namn av Johannes Jacobus Smith. Pomatocalpa truncatum ingår i släktet Pomatocalpa och familjen orkidéer. Inga underarter finns listade i Catalogue of Life.